# Лимузинный либерал
Лимузинный либерал (англ. Limousine liberal) — уничижительный политический термин, используемый в США для представления либералов как немногочисленной, богатой, лицемерной и оторванной от народа элиты, принадлежащей к верхнему среднему или высшему классу.
Термин впервые был использован кандидатом на пост мэра Нью-Йорка Марио Прокаччино во время выборов 1969 года для характеристики действующего мэра Джона Линдси, баллотировавшегося от Либеральной партии Нью-Йорка, и его богатых сторонников из Манхэттена. Позже историк Дэвид Каллахан писал, что кампания Прокачинно создала в воображении людей образ богатых благодетелей, изолированных от негативных последствий своих плохих идей и что с тех пор эта линия оставалась основным предметом атак со стороны консерваторов.
Термин имел популистский характер, неявно обвиняя богатых в том, что рабочий и низший средний классы будут нести на себе издержки от их ошибочных решений, якобы направленных на помощь бедным. В частности, Прокаччино критиковал Линдси за то, что он отдавал предпочтение безработным меньшинствам, таким как чернокожим и латиноамериканцам, по сравнению с белыми представителями рабочего класса. Позже газета Independent писала, что «Линдси производил впечатление человека без стиля и содержания, «лимузинного либерала», который ничего не знал о заботах «молчаливого большинства», которое в то же самое время везло Ричарда Никсона в Белый дом».